# 230 a.C.
Il 230 a.C. (CCXXX a.C. in numeri romani) è un anno  del III secolo a.C.

## Eventi
- Concezione del Crivello di Eratostene.
- Il romano Lucio Coruncanio viene assalito e ucciso durante una missione diplomatica presso la Regina Teuta. Questo episodio porterà alla Prima guerra illirica.
- Il Tempio di Horus viene fatto costruire da Tolomeo III d'Egitto.
- Asdrubale Maior succede al suocero Amilcare Barca, ucciso in battaglia, come governante della Spagna Cartaginese.
- In Cina lo Stato Qin conquista lo Stato Han.
- Re Kubera governa Bhattiprolu nel Guntur, Andhra Pradesh, India
- Diodoto II re del Regno greco-battriano viene ucciso e gli succede Eutidemo I (secondo Polibio).
- Il "Gallo morente" viene scolpito in Grecia.

## Nati
- Cecilio Stazio, commediografo romano († 168 a.C.)

## Morti
- Aderbale, ammiraglio cartaginese
- Ariamne II di Cappadocia, re